# Andrzej Kremer

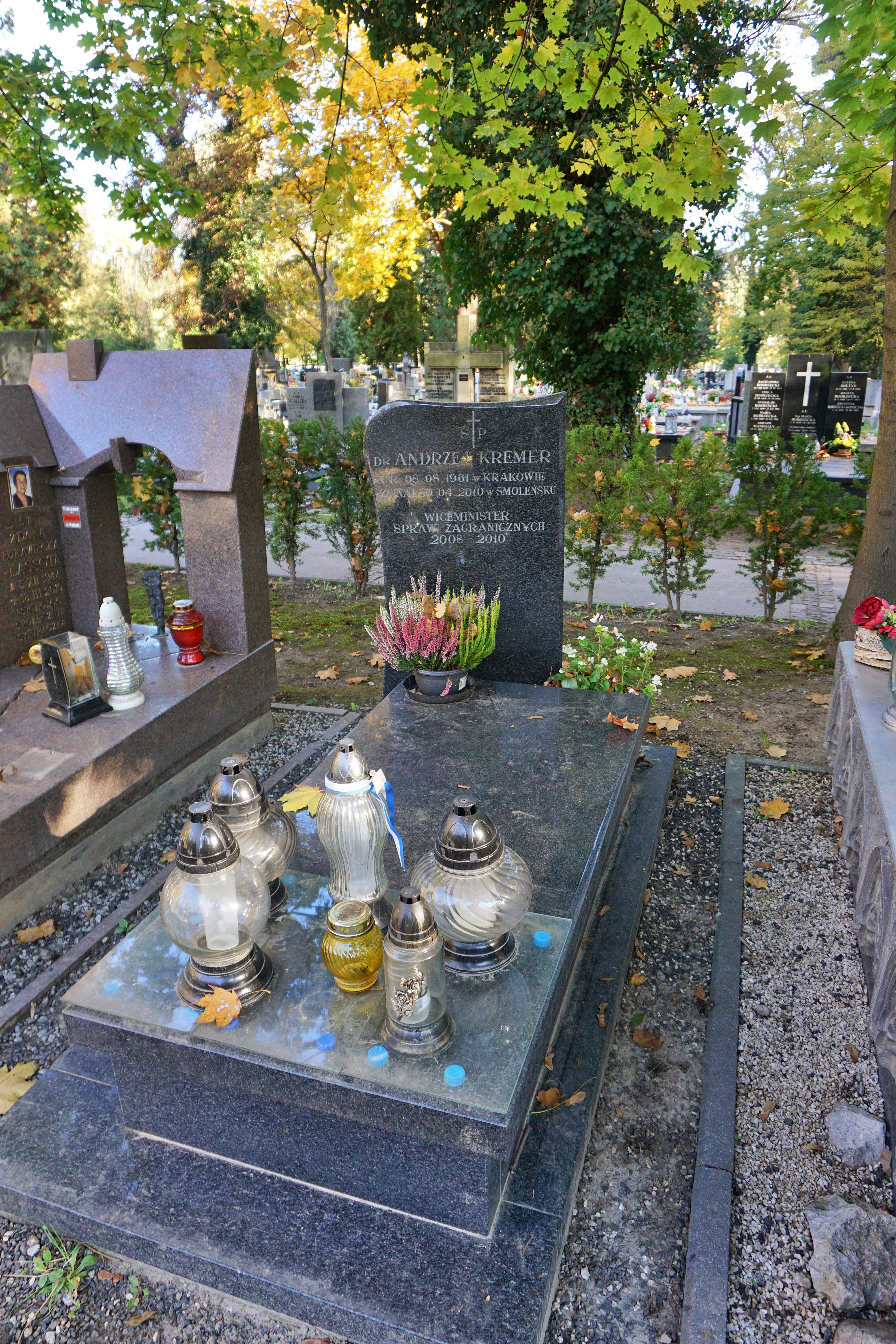
Grób Andrzeja Kremera w alei zasłużonych na cmentarzu Rakowickim w Krakowie

Andrzej Stanisław Kremer (ur. 8 sierpnia 1961 w Krakowie, zm. 10 kwietnia 2010 w Smoleńsku) – polski prawnik, dyplomata, podsekretarz stanu w Ministerstwie Spraw Zagranicznych (2008–2010), konsul generalny w Hamburgu (2001–2005).

## Życiorys
Absolwent II Liceum Ogólnokształcącego im. Króla Jana III Sobieskiego w Krakowie (1980). Od 1980 do 1984 studiował na Wydziale Prawa i Administracji Uniwersytetu Jagiellońskiego. W trakcie studiów był prezesem Towarzystwa Biblioteki Słuchaczów Prawa UJ. Obronił pracę magisterską pt. Nauczanie prawa rzymskiego Akademii Krakowskiej (napisaną pod kierunkiem Janusza Sondla). W 1986 zdał egzamin sędziowski po odbyciu aplikacji w Sądzie Wojewódzkim w Krakowie. W 1993 uzyskał stopień doktora nauk prawnych na podstawie napisanej także pod kierunkiem Janusza Sondla rozprawy Kontrakty nienazwane w klasycznym prawie rzymskim w świetle kazuistyk. Przygotowywał habilitację pt. Piotr Rozjusz jako przykład renesansowego romanisty.
W 1983 został pracownikiem naukowym Instytutu Historyczno-Prawnego WPiA UJ, a w 1989 katedry prawa rzymskiego na Uniwersytecie Ruhry w Bochum. Przebywał na stypendiach naukowych na uniwersytetach w Getyndze (1988–1990) i Salzburgu (1990). Od 1999 zatrudniony jako adiunkt w Zakładzie Prawa Rzymskiego na UJ. Był autorem artykułów naukowych z zakresu prawa rzymskiego (i jego recepcji w prawie polskim), prawa dyplomatycznego i konsularnego, prawa międzynarodowego publicznego, historii Uniwersytetu Jagiellońskiego, stosunków polsko-niemieckich.
Od 1991 pozostawał związany zawodowo z Ministerstwem Spraw Zagranicznych. Od czerwca 1991 do lipca 1995 był wicekonsulem i konsulem w Hamburgu, a od sierpnia 1995 do 1997 kierownikiem Wydziału Konsularnego Ambasady RP w Bonn (jako radca i radca-minister). Od stycznia 1998 do 2001 pełnił funkcje wicedyrektora Departamentu Konsularnego i Wychodźstwa, a po reorganizacji z września 1998 dyrektora Departamentu Konsularnego MSZ. Od lipca 2001 do sierpnia 2005 był konsulem generalnym RP w Hamburgu. Od 2005 ponownie pracował w centrali ministerstwa jako zastępca dyrektora i dyrektor Departamentu Prawno-Traktatowego.
10 marca 2008 został wiceministrem w MSZ w randze podsekretarza stanu. Odpowiadał między innymi za kwestie prawne i traktatowe oraz politykę wschodnią. Od 27 listopada 2009 wchodził w skład rady Polskiego Instytutu Spraw Międzynarodowych.
Zginął 10 kwietnia 2010 w katastrofie polskiego samolotu Tu-154M w Smoleńsku w drodze na obchody 70. rocznicy zbrodni katyńskiej. Został pochowany 21 kwietnia 2010 w alei zasłużonych na cmentarzu Rakowickim w Krakowie (kwatera: LXIXPASB, rząd: 1, miejsce: 9).
Znał języki: niemiecki, włoski, rosyjski.
Syn Jana i Krystyny. Był żonaty, miał trzech synów.

## Odznaczenia, upamiętnienie
Odznaczenia
- Krzyż Komandorski Orderu Odrodzenia Polski „za wybitne zasługi w służbie państwu i społeczeństwu” – 2010, pośmiertnie[13]
- Odznaka Honorowa „Bene Merito” – 2010, pośmiertnie[14]
- Order „Za Zasługi” III klasy – 2009, Ukraina[15]

Upamiętnienie
Imieniem Andrzeja Kremera nazwano ustanowioną w 2010 nagrodę Ministra Spraw Zagranicznych „Konsul Roku”, nadawaną wyróżniającym się urzędnikom konsularnym.
Jego pamięci poświęcono publikacje: Consul est iuris et patriae defensor. Księga pamiątkowa dedykowana doktorowi Andrzejowi Kremerowi oraz numer 11.1 kwartalnika „Zeszyty Prawnicze UKSW” (za 2011).